# Villetrun
Villetrun é uma comuna francesa na região administrativa do Centro, no departamento Loir-et-Cher. Estende-se por uma área de 6,85 km². Em 2010 a comuna tinha 326 habitantes (densidade: 47,6 hab./km²).